# Harlem Shake (canción de Baauer)
«Harlem Shake» es una canción del DJ y productor estadounidense Baauer. El sencillo se lanzó en formato digital el 22 de mayo de 2012 lanzado por Jeffree's, subsello de Mad Decent.
En 2013 obtuvo gran popularidad al ser utilizado en miles de vídeos virales cómicos del fenómeno de Internet también llamado Harlem Shake. Esto acompañó a su éxito comercial aumentando la venta del sencillo, ya que logró debutar en la primera posición del Billboard Hot 100 de los Estados Unidos permaneciendo cinco semanas en lo más alto de la lista. También alcanzó el número 3 en el Reino Unido y lideró las listas en Australia y Nueva Zelanda.
Utiliza modificaciones de la voz del excantante de reguetón Héctor el Father (en la frase "con los terroristas", original de la canción "Los Terroristas" incluida en el álbum The Bad Boy del 2006) y de Plastic Little (en la frase extraída de la canción "Miller Time" del 2001 en la parte que dice "Do the Harlem shake").
Poco tiempo después del éxito de la canción, se realizó su videoclip oficial, dirigido por Maxime Quoilin. En él, se muestran bailarines y personajes del barrio de Harlem.

## Controversias
La frase que incita al terrorismo fue evidentemente criticada.
Luego de que se convirtiera en un éxito mundial, los artistas involucrados en el sampleo de la canción reclamaron aparecer en los créditos de la misma. Héctor Delgado, cuya voz aparece al principio de la canción, decidió no tomar acción legal, debido a que esto no iba  acorde con su nueva forma de pensar y sus creencias, así que decidió dejar pasar las cosas como tuvieran que pasar, sin demandar recibió un dinero, no grandes cantidades como hubiera pasado si realizaba la demanda, pero suficiente para fundar su iglesia y solventar problemas económicos producto de entregar todos sus bienes al cambiar de vida. Baauer mencionó que encontró en Internet el sample con la voz de Delgado. En febrero de 2013, Delgado le dijo a su exgerente Javier Gómez que había oído su voz en la canción, gracias a su hija ya que Héctor Delgado desde un inicio no reconocía que esa era su voz, ni recordaba esa canción. Según Gómez, expresó que Diplo, copropietario del sello Mad Decent, en el que milita Baauer, posteriormente había contactado con Delgado y le dijo que no tenía conocimiento que en la canción "Harlem Shake" samplearan su voz cuando fue lanzado como sencillo. Gómez manifestó que desde el inicio Diplo mostró interés en solventar la situación. Los abogados de Machete Music han estado negociando con Mad Decent sobre la compensación por el sample. El segundo es Jayson Musson, antiguo miembro de Plastic Little, cuya voz es la que pronuncia la frase “do the Harlem Shake”. En su momento se mostró sorprendido porque alguien utilizara su voz en una canción, de igual manera, el sello Mad Decent está intentando llegar a un acuerdo con el artista.
La rapera Azealia Banks subió su remix a SoundCloud, en la que consta de una versión de la canción con versos de ella, justo después de que la canción se convirtiera en un fenómeno viral. Baauer, autor del tema, obligó a que Soundcloud retirara la versión de Banks, pero ésta amenazó con publicar un correo electrónico del propio Baauer en el que aprobaba la versión y se mostraba que originalmente la canción había sido producida para ella.

## Formatos y remezclas
Descarga digital
1. «Harlem Shake» – 3:16
2. «Yaow!» – 2:11
3. «Harlem Shake (Xtrullor Remix)» - 3:26

## Posicionamiento en listas y certificaciones
| Lista (2013)                            | Mejor posición |
| --------------------------------------- | -------------- |
| Alemania (Offizielle Deutsche Charts)   | 10             |
| Australia (ARIA)                        | 1              |
| Austria (Ö3 Austria Top 40)             | 9              |
| Bélgica (Flandes) (Ultratop 50)         | 2              |
| Bélgica (Valonia) (Ultratop 50)         | 2              |
| Canadá (Hot 100)                        | 6              |
| Dinamarca (Tracklisten)                 | 4              |
| Escocia (The Official Charts Company)   | 3              |
| España (Top 100 Canciones)              | 24             |
| Estados Unidos (Billboard Hot 100)      | 1              |
| Estados Unidos (Dance/Electronic Songs) | 1              |
| Estados Unidos (Hot Dance Club Songs)   | 28             |
| Estados Unidos (Pop Songs)              | 38             |
| Europa (Euro Digital Songs)             | 3              |
| Finlandia (OFC)                         | 19             |
| Francia (SNEP)                          | 4              |
| Irlanda (IRMA)                          | 5              |
| Italia (FIMI)                           | 9              |
| Luxemburgo (Luxembourg Digital Songs)   | 1              |
| México (Tus 25)                         | 2              |
| Noruega (VG-lista)                      | 9              |
| Nueva Zelanda (Recorded Music NZ)       | 1              |
| Países Bajos (Dutch Top 40)             | 4              |
| Reino Unido (UK Singles Chart)          | 3              |
| Reino Unido (UK Dance Chart)            | 1              |
| Reino Unido (UK Indie Chart)            | 2              |
| Suecia (Sverigetopplistan)              | 17             |
| Suiza (Schweizer Hitparade)             | 5              |

| País          | Organismo certificador | Certificación    | Ventas |
| ------------- | ---------------------- | ---------------- | ------ |
| Bélgica       | BEA                    | Disco de Oro     | 15 000 |
| Nueva Zelanda | RIANZ                  | Disco de Platino | 15 000 |

### Sucesión en listas
| Anterior: «Thrift Shop» de Macklemore & Ryan Lewis con Wanz | Billboard Hot 100 — Sencillo número uno 2 de marzo de 2013 — 5 de abril de 2013    | Siguiente: «Thrift Shop» de Macklemore & Ryan Lewis con Wanz |
| Anterior: «Just Give Me a Reason» de Pink con Nate Ruess    | ARIA Charts — Sencillo número uno 18 de febrero de 2013 — 25 de febrero de 2013    | Siguiente: «Just Give Me a Reason» de Pink con Nate Ruess    |
| Anterior: «Just Give Me a Reason» de Pink con Nate Ruess    | NZ Top 40 Singles — Sencillo número uno 25 de febrero de 2013 — 4 de marzo de 2013 | Siguiente: «Just Give Me a Reason» de Pink con Nate Ruess    |

## Historial de lanzamientos
| Fecha              | Formato                   | Discográfica | Ref.         |
| ------------------ | ------------------------- | ------------ | ------------ |
| 22 de mayo de 2012 | Descarga digital gratuita | Jeffree's    | [ 9 ] [ 38 ] |
| 8 de enero de 2013 | iTunes                    | Mad Decent   | [ 39 ]       |